# Willy Winterstein
Willy Winterstein, auch Willi Winterstein (* 22. Februar 1895 als Wilhelm Maria Winterstein in Schelchowitz, Böhmen; † 4. Juli 1965 in Handeloh-Wörme bei Hamburg) war ein österreichisch-deutscher Kameramann.

## Leben und Wirken
Nach der Realschule absolvierte Winterstein eine Fotografenlehre an der Graphischen Lehr- und Versuchsanstalt in Wien. 1912 arbeitete er ein halbes Jahr für die französische Filmgesellschaft Pathé frères in Paris, anschließend für die Wochenschau in Wien.
Im Jahr 1914 kam Winterstein nach Berlin, wo er erste Spielfilmerfahrungen machte. Seit 1916 diente er als Kriegsberichterstatter. Nach dem Krieg schlug er endgültig eine Laufbahn als Kameramann ein und arbeitete zunächst in Wien und ab 1927 in Berlin. 1930/31 nahm er in London die beiden Filme Dreyfus und Fascination auf.
In den 1930er und 1940er Jahren war Winterstein der meistbeschäftigte Kameramann der deutschen Filmindustrie. Neben Spielfilmen drehte er noch zahlreiche Kurzfilme. Sein erster Farbfilm Die Fledermaus konnte erst nach Kriegsende von der DEFA fertiggestellt werden. In den 1950er Jahren arbeitete er vor allem für die Real-Film. Seine Tochter Elisabeth wurde unter dem Namen Lilo Winterstein als Standfotografin bekannt, sein Sohn Frank arbeitete als Regieassistent unter anderem mit Fritz Lang und Veit Harlan. Das Familiengrab der Wintersteins befindet sich auf dem Friedhof in Handeloh.

## Filmografie
- 1916: Ernst ist das Leben
- 1916: Wenn Menschen reif zur Liebe werden
- 1919: Hand des Schicksals
- 1919: Der Rebell
- 1919: Sami kratzt sich
- 1920: Casanovas erste und letzte Liebe
- 1921: Die „Huronen“
- 1921: Der Marquis von Bolibar
- 1921: Die Nacht der Mary Murton
- 1922: Die Tochter des Brigadiers
- 1925: Der Kilometerfresser
- 1926: Der Rastelbinder
- 1927: Die Waise vom Wedding
- 1927: Die Hafenbraut
- 1927: Eine kleine Freundin braucht ein jeder Mann
- 1927: Das Geheimnis von Genf
- 1927: Almenrausch und Edelweiß
- 1928: Der Hafenbaron
- 1928: Der Kampf ums Matterhorn
- 1929: Der Mann, der nicht liebt
- 1929: Der Ruf des Nordens
- 1930: Die heiligen drei Brunnen
- 1930: Zweimal Hochzeit
- 1930: Der keusche Josef
- 1930: Pension Schöller
- 1930: Der Liebesarzt
- 1930: Tänzerinnen für Süd-Amerika gesucht
- 1931: Dreyfus
- 1931: Kaiserliebchen
- 1931: Fascination
- 1931: Ein ausgekochter Junge
- 1931: Schön ist die Manöverzeit
- 1931: Der Schlemihl
- 1931: Die spanische Fliege
- 1931: Der unbekannte Gast
- 1932: Goldblondes Mädchen, ich schenk’ Dir mein Herz
- 1932: Kampf
- 1933: Das Meer ruft
- 1933: Der Judas von Tirol
- 1933: Es gibt nur eine Liebe
- 1934: Zu Straßburg auf der Schanz
- 1934: Fräulein Frau
- 1934: ...heute Abend bei mir
- 1934: Ein Walzer für dich
- 1934: Rosen aus dem Süden
- 1934: Fräulein Liselott
- 1934: Pechmarie
- 1934: Ich sehne mich nach Dir
- 1934: Herz ist Trumpf
- 1935: April, April!
- 1935: Das Mädchen vom Moorhof
- 1935: Eine Nacht an der Donau
- 1935: Familie Schimek
- 1935: Sie und die Drei
- 1936: Der schüchterne Casanova
- 1936: Ein Mädel vom Ballett
- 1937: Der Hund von Baskerville
- 1937: Vor Liebe wird gewarnt
- 1937: Peter im Schnee
- 1937: Spiel auf der Tenne
- 1937: Pat und Patachon im Paradies
- 1937: Der Schimmelkrieg in der Holledau
- 1937: Wie einst im Mai
- 1938: Frühlingsluft
- 1938: Kautschuk
- 1939: Der grüne Kaiser
- 1939: Die Frau ohne Vergangenheit
- 1939: Renate im Quartett
- 1939: Kitty und die Weltkonferenz
- 1939: Johannisfeuer
- 1939: Opernball
- 1940: Wiener G’schichten
- 1940: Achtung! Feind hört mit!
- 1940: Rosen in Tirol
- 1941: Dreimal Hochzeit
- 1941: Leichte Muse
- 1942: Die heimliche Gräfin
- 1942: Sophienlund
- 1943: Ich vertraue Dir meine Frau an
- 1943: Tolle Nacht
- 1943: Zirkus Renz
- 1944: Aufruhr der Herzen
- 1944: Seinerzeit zu meiner Zeit
- 1944/46: Die Fledermaus
- 1945: Die tolle Susanne
- 1949: Schicksal aus zweiter Hand
- 1949: Schatten der Nacht
- 1949: Die letzte Nacht
- 1949: Hafenmelodie
- 1949: Kätchen für alles
- 1949: Absender unbekannt
- 1950: Gabriela
- 1950: Des Lebens Überfluß
- 1950: Der Mann, der sich selber sucht
- 1950: Mädchen mit Beziehungen
- 1950: Die Dritte von rechts
- 1950: Schön muß man sein
- 1951: Weh’ dem, der liebt!
- 1951: Die Dubarry
- 1952: Die Diebin von Bagdad
- 1952: Alle kann ich nicht heiraten
- 1952: Ferien vom Ich
- 1952: Wenn abends die Heide träumt
- 1953: Das singende Hotel
- 1953: Der Vogelhändler
- 1953: Blume von Hawaii
- 1954: Staatsanwältin Corda
- 1954: Dein Mund verspricht mir Liebe
- 1954: Geld aus der Luft
- 1954: … und ewig bleibt die Liebe
- 1954: Tanz in der Sonne
- 1954: Drei vom Varieté
- 1955: Die spanische Fliege
- 1955: Stern von Rio
- 1955: Der Pfarrer von Kirchfeld
- 1955: Wenn die Alpenrosen blüh’n
- 1955: Ihr Leibregiment
- 1956: Die gestohlene Hose
- 1956: Mädchen mit schwachem Gedächtnis
- 1956: Zu Befehl, Frau Feldwebel!
- 1956: Drei Birken auf der Heide
- 1956: Der Fremdenführer von Lissabon
- 1957: Viktor und Viktoria
- 1957: Der müde Theodor
- 1957: Witwer mit fünf Töchtern
- 1957: Die große Chance
- 1957: Nachts im Grünen Kakadu
- 1958: Rivalen der Manege
- 1958: Bühne frei für Marika
- 1959: Besuch aus heiterem Himmel
- 1959: Die Nacht vor der Premiere
- 1959: Der blaue Nachtfalter
- 1959: Der lustige Krieg des Hauptmann Pedro
- 1959: Salem Aleikum
- 1959: Nacht fiel über Gotenhafen
- 1960: Pension Schöller
- 1960: Hauptmann, deine Sterne
- 1960: Kauf Dir einen bunten Luftballon
- 1961: Junge Leute brauchen Liebe
- 1961: Ein Stern fällt vom Himmel
- 1961: Heute gehn wir bummeln
- 1961: Die Fledermaus
- 1962: Das süße Leben des Grafen Bobby
- 1962: Der Vogelhändler
- 1962: Nachts ging das Telefon
- 1962: Kohlhiesels Töchter
- 1963: Charleys Tante
- 1964: Das Gespenst von Canterville